# Ortnevik
Ortnevik är en kyrkby i Høyangers kommun i Vestland fylke i västra Norge. Byn ligger vid änden av fylkesväg 5442, på den södra sidan av Sognefjorden. Här finns Ortneviks kyrka.